# San Felipe (Chile)
San Felipe é uma comuna da província de San Felipe de Aconcágua, localizada na Região de Valparaíso, Chile. Possui uma área de 185,9 km² e uma população de 64.126 habitantes (2002).